# Alignements du Gueldro
Les alignements du Gueldro sont un ensemble de menhirs situé dans la commune française de Plouhinec dans le département français du Morbihan.

## Historique
Deux menhirs ont été brisés par des carriers en 1907. Les alignements font l’objet d’un classement au titre des monuments historiques depuis le 11 décembre 1963. Les pierres ont été déplacées de plusieurs mètres pour permettre l'élargissement de la route.

## Description
Le site correspond à un groupe de quatre-vingt-seize menhirs correspondant aux vestiges d'un ou de plusieurs alignements dont l'état de délabrement rend difficile toute interprétation.